# Corteo storico di Fiorentino e Federico II
Il corteo storico di Fiorentino e Federico II è una manifestazione rievocativa storico-culturale che si tiene a Torremaggiore, Città Federiciana; trae spunto dalla storia medievale del luogo e dal suo legame con le vicende storiche di Federico II di Svevia e della dinastia Hohenstaufen.

## Origini
Sorto nel 1985 su ideazione di Ciro Panzone, studioso di storia locale, è organizzato dal Centro Attività Culturali "Don Tommaso Leccisotti", di concerto con il Comune di Torremaggiore.
Rievoca annualmente gli eventi della fondazione medievale della città, legata alla storia di Fiorentino. L'evento che ha segnato nel XIII secolo il destino di Torremaggiore è rievocato con solennità e rigore, ossia la fondazione dell'odierna Torremaggiore da parte dei profughi di Fiorentino, città attaccata dalle soldataglie pontificie nel 1255.
Fiorentino, d'origine bizantina, fu riedificata dal catapano Basilio Boioannes dopo il 1018, nel quadro della strategia difensiva voluta dall'Impero di Bisanzio per fortificare il confine settentrionale della Puglia contro gli attacchi dei nemici, tedeschi e longobardi.
Fiorentissima nel Medioevo, accolse nel suo castello Federico II di Svevia morente. Qui il grande imperatore dettò in punto di morte il suo testamento universale, datato 17 dicembre 1250. Ciò a riprova che il 13 dicembre, data convenzionale della sua morte, era ancora in vita.
In seguito alle aspre lotte che si scatenarono tra il papato e Manfredi di Svevia, figlio di Federico, Fiorentino venne attaccata nel 1255 ad opera delle soldataglie di papa Alessandro IV e fuorusciti guelfi, al comando del conte Ruggero Sanseverino e poste sotto il controllo del cardinale Ottaviano degli Ubaldini.
La città venne abbandonata progressivamente dai suoi abitanti, che secondo l'unanime tradizione orale e scritta si trasferirono in maggioranza a Torremaggiore nei pressi del Castrum normanno-svevo.
Ai superstiti di Fiorentino, Dragonara ed altri borghi minori, difatti, in una regione in cui infuriava la guerra, non restava che trovare rifugio ed ospitalità all'ombra dell'antica Abbazia benedettina di Torremaggiore. Pensano bene i profughi, per ingraziarsi quei monaci, che tra l'altro possedevano una chiesa intitolata a San Nicola proprio a Fiorentino, a recare seco un'effigie raffigurante il santo di Mira, a cui dedicare la chiesa principale, sacre suppellettili (tra cui una grande campana) e masserizie varie.
È l'abate Leone, feudatario del luogo, ad accogliere gli abitanti ed il clero di Fiorentino, sfuggiti all'attacco dei papalini. La sua devozione alla Casa di Svevia gli costerà la deposizione dalla carica.
Torremaggiore, dunque, rappresenta la continuazione demica, civile e sociale della distrutta Fiorentino.

## Costrutto rievocativo essenziale
1. Corteggio in costume d'epoca medievale e spettacoli in onore dell'imperatore Federico II di Svevia, morto nel 1250 a Castel Fiorentino in agro di Torremaggiore.
2. Arrivo e accoglienza a Torremaggiore dei profughi di Fiorentino, dopo la distruzione della città, avvenuta nel 1255 ad opera delle soldataglie di Alessandro IV e di fuorusciti guelfi.
3. Festa del Palio, che viene conteso dalle quattro contrade di Torremaggiore: Torrevecchia, Codacchio-San Nicola, S.Maria dell'Arco, S. Maria della Strada. Le gare consistono in prove di forza e abilità.
Si pone come stimolo per la riscoperta del patrimonio storico - culturale locale e come occasione di riappropriazione dell'identità popolare.
Si è svolto, tradizionalmente, nel mese di agosto. Dal 2013 l'evento Corteo e Palio è stato abbinato alla festa patronale di san Sabino, che si tiene nel mese di giugno. Nel 2014 si è celebrata la XXX edizione con una settimana medievale dal 29 maggio al 3 giugno. 
Nel 2019 si è tenuta una super edizione, la XXXV, svoltasi dal 17 settembre al 5 ottobre: corso di preparazione storico-culturale, presentazione del volume di Ciro Panzone "Federico II, sacralità della sua missione tra riforme e conflitti", presentazione del Catalogo fotografico digitale "Trentennale del Corteo storico 1985-2015", rievocazione storica dell'arrivo dei profughi di Fiorentino, gare del Palio con il coinvolgimento delle scuole cittadine, aperitivo a Fiorentino con visite guidate e dimostrazione del volo con i falchi, corteggio imperiale di Federico II di Svevia per le vie principali della città, scambio culturale e ospitalità delle delegazioni delle città federiciane, spettacoli di danza, di arceria storica (Gruppo storico Arcieri Turris Maior), di giocoleria (a cura dell'associazione Brancaleone di Barletta), gemellaggio gruppi sbandieratori (I Florentinum di Torremaggiore con i Cavalieri di Santa Fina di San Gimignano - SI), mercatini da "Terravecchia a Terranuova", Spettacolo teatrale "Apud Forentinum - Parte II" con attori locali coordinati dal Centro "D. T. Leccisotti", a chiudere: "Ad Convivium" - VI edizione, a cena con l'Imperatore secondo antiche ricette medievali ed animazione con danze e tensoni giullaresche".

## Il Palio delle Contrade
La festa del Palio, istituita nell'ambito del Corteo Storico di Fiorentino, mira a stimolare la ricerca, la creatività, a rinvigorire un perduto e sano antagonismo tra quartieri per restituire a tutti il gusto al gioco e all'incontro collettivo. Le gare consistono in prove di forza e abilità, come l'antica disciplina del tiro con l'Arco e il Torneo cavalleresco della Corsa agli Anelli.
Il Palio viene conteso dalle quattro Contrade di Torremaggiore: Torrevecchia, Codacchio-S. Nicola, S. Maria dell'Arco, S. Maria della Strada.

### Contrada di Torrevecchia
Trae origine dal sito della prestigiosa abbazia benedettina di S. Pietro, che fondò e guidò il feudo di Torremaggiore dal X al XIII secolo. Potente centro feudale della Daunia medievale, il Monasterium Terrae Maioris teneva a sé infeudato un vastissimo territorio con tutti gli insediamenti urbani e le loro pertinenze, primo fra tutti, il casale ante-monasterium di Terra Maggiore. Da qui il nome di Torrevecchia, derivante dalla necessità di distinguere la suddetta località, dove aveva luogo il primo centro demico sorto attorno al monastero, da quella del nuovo borgo, sviluppatosi a ridosso del castrum normanno-svevo.

### Contrada di Codacchio-San Nicola
Trae origine dall'evento dell'arrivo a Torremaggiore dei profughi di Fiorentino che fondarono nella seconda metà del sec. XIII la Chiesa Matrice di S. Nicola e l'odierno nucleo più antico del centro storico, conosciuto col nome di Codacchio. Quest'ultimo termine, utilizzato molto più tardi, deriva da un solenne canto della liturgia greco-bizantina, che veniva eseguito nella chiesa di S. Sofia da parte della popolazione greca che si era integrata ai residenti del borgo nel sec. XVI.

### Contrada di S. Maria dell'Arco
Trae origine da una cappella rurale, dedicata alla Madonna dell'Arco, che costituiva un feudo alle dipendenze dell'antico Monasterium Terrae Maioris. Nei pressi della cappella sorgeva una fontana monumentale che, costruita dai benedettini per sopperire alle necessità idriche del monastero e del casale di Terra Maggiore, portava acqua sorgiva mediante un acquedotto sotterraneo.

### Contrada di S. Maria della Strada
Trae origine dall'esistenza della Parrocchia di S. Maria della Strada, fondata grazie alla presenza della popolazione greco-albanese residente a Torremaggiore nel sec. XVI. Questi nuovi venuti, che non vollero insediarsi nel borgo antico (Codacchio), si stabilirono al di fuori delle sue mura fondando il casale di S. Maria, detto poi Terra nuova e l'omonima chiesa dedicata in origine alla Beata Vergine Maria Assunta. Il primo arciprete nel 1593 fu di etnia albanese.